# Christoph Dörrenbächer
Christoph Dörrenbächer (* 1961 in Ottweiler, Saar) ist ein deutscher Politikwissenschaftler. Er lehrt als Professor für Internationale Unternehmensorganisation an der Hochschule für Wirtschaft und Recht (HWR) Berlin. Seine Forschungsschwerpunkte sind multinationale Unternehmen sowie unternehmerische Internationalisierungsprozesse und deren strategische, organisatorische und gesellschaftliche Auswirkungen.

## Beruflicher Werdegang
Dörrenbächer absolvierte zunächst eine Ausbildung zum Einzelhandelskaufmann bei der Firma Gebr. Sinn AG in Saarbrücken. Von 1983 bis 1988 studierte er Politik- und Rechtswissenschaften an der Universität des Saarlandes sowie an der Freie Universität Berlin. Nach einem Forschungsaufenthalt am UN Centre on Transnational Corporations (New York) trat er 1989 der Forschungsgemeinschaft für Außenwirtschaft, Struktur- und Technologiepolitik (FAST) e.V. bei. Bis 1996 war er Mitarbeiter des Berliner Forschungs- und Beratungsinstituts; von 2004 bis 2013 war er ehrenamtliches Vorstandsmitglied von FAST.
Von 1997 bis 2001 war er wissenschaftlicher Mitarbeiter an der Freien Universität Berlin. 1998 wurde er dort im Fachbereich Sozialwissenschaften promoviert (Titel der Dissertation: Vom Hoflieferanten zum Global Player: Unternehmensreorganisation und nationale Politik in der Welttelekommunikationsindustrie; Veröffentlichung 1999 bei Edition Sigma, betreut von Prof. Frieder Naschold). Im Jahr 2000 war er als Sachverständiger in der Enquête-Kommission des Deutschen Bundestages zum Thema „Globalisierung der Weltwirtschaft“ tätig.
Von 2001 bis 2006 arbeitete er als wissenschaftlicher Mitarbeiter am Wissenschaftszentrum Berlin für Sozialforschung (WZB). Darüber hinaus war er Gastdozent am Internationalen Hochschulinstitut (IHI) Zittau und an der TU Dresden sowie Gastforscher an der Central European University in Budapest und an der Manchester Metropolitan University.
Von 2006 bis 2010 war er Assistant Professor für International Business & Management an der Universität Groningen in den Niederlanden.
Seit April 2010 ist er Professor für Internationale Unternehmensorganisation an der Hochschule für Wirtschaft und Recht (HWR) Berlin.
Neben der Veröffentlichung zahlreicher eigener Beiträge war er von 2011 bis 2021 Co-Herausgeber der Zeitschrift Critical Perspectives on International Business (CPOIB). Seit 2022 ist er Senior Editor dieser Zeitschrift.

## Privat
Christoph Dörrenbächer ist verheiratet und hat drei Kinder. 